# Папский совет по пастырскому попечению о мигрантах и странствующих
Папский совет по пастырскому попечению о мигрантах и странствующих (лат. Pontificium Consilium de Spirituali Migrantium atque Itinerantium Cura) — бывшая дикастерия Римской курии. Совет был учреждён папой римским Иоанном Павлом II 28 июня 1988 года с целью пасторского попечения о мигрантах и странствующих людях.

## Цель
Согласно статье 149 из апостольской конституции «Pastor Bonus», провозглашённой папой римским Иоанном Павлом II 28 июня 1988 года: «Папский совет по пастырскому попечению о мигрантах и странствующих людях осуществляет пастырское участие Церкви, чтобы нести специальные нужды тех, кто были вынуждены оставить свою родную землю или кто не имеют её. Он также проследит, чтобы эти вопросы рассматривались со вниманием, которое они заслуживают». Статьи 150 и 151 также перечисляют как находящихся под попечением Совета: беженцев, изгнанников, кочевников, работников цирка, моряков, работников аэропортов и пилотов, христиан-паломников.

## История
В течение девятнадцатого столетия под юрисдикцией Священной конгрегации пропаганды веры существовала «служба по духовному попечению эмигрантов». В 1952 году, в рамках Священной консисторской конгрегации, папа римский Пий XII основал «Верховный совет по эмиграции» и Секретариат «Apostolatus maris» по помощи морякам; в 1958 году был учреждён Секретариат «Apostolatus aeris» для путешествующих по воздуху, а в 1965 году Павел VI основал Секретариат «Apostolatus nomadum», занятый проблемами бездомных.
В 1967 году Павел VI учредил Службу пасторского попечения о людях, являющихся частью комплексного явления, известного обычно как «туризм» в Конгрегации по делам духовенства. 19 марта 1970 года в motu proprio Apostolicae Caritatis все эти учреждения были объединены в «Папскую комиссию по пасторской работе в сфере миграции и туризма». Комиссия подчинялась Конгрегации по делам епископов вплоть до 1988 года, когда Иоанн Павел II в конституции Pastor Bonus преобразовал комиссию в Папский совет.
Совет был ответственен за организацию и проведение «Всемирной недели мигрантов и беженцев», учреждённой в 1952 году.
Упразднён согласно motu proprio Humanam progressionem c 1 января 2017 года, путём слияния Папских Советов по пастырскому попечению о работниках здравоохранения, справедливости и мира, Cor Unum и по пастырскому попечению о мигрантах и странствующих в одно ведомство — Дикастерию по содействию целостному человеческому развитию.

## Структура Совета
Последний председатель Совета — кардинал Антонио Мария Вельо. Бывший председатель: кардинал Ренато Мартино, последний секретарь епископ Иосиф Калатхипарамбил, последний заместитель секретаря Габриэле Бентольо.

## Список председателей
- кардинал Карло Конфалоньери (1970—1973);
- архиепископ Эмануэле Кларицио (1970—1986, про-председатель);
- кардинал Бернарден Гантен (1984—1989)
- кардинал Джованни Кели (1986—1998, про-председатель и позднее председатель);
- кардинал Стефан Хамао (1998—2006);
- кардинал Ренато Мартино (2006—2009);
- кардинал Антонио Мария Вельо (2009—2016).